# Becki Newton

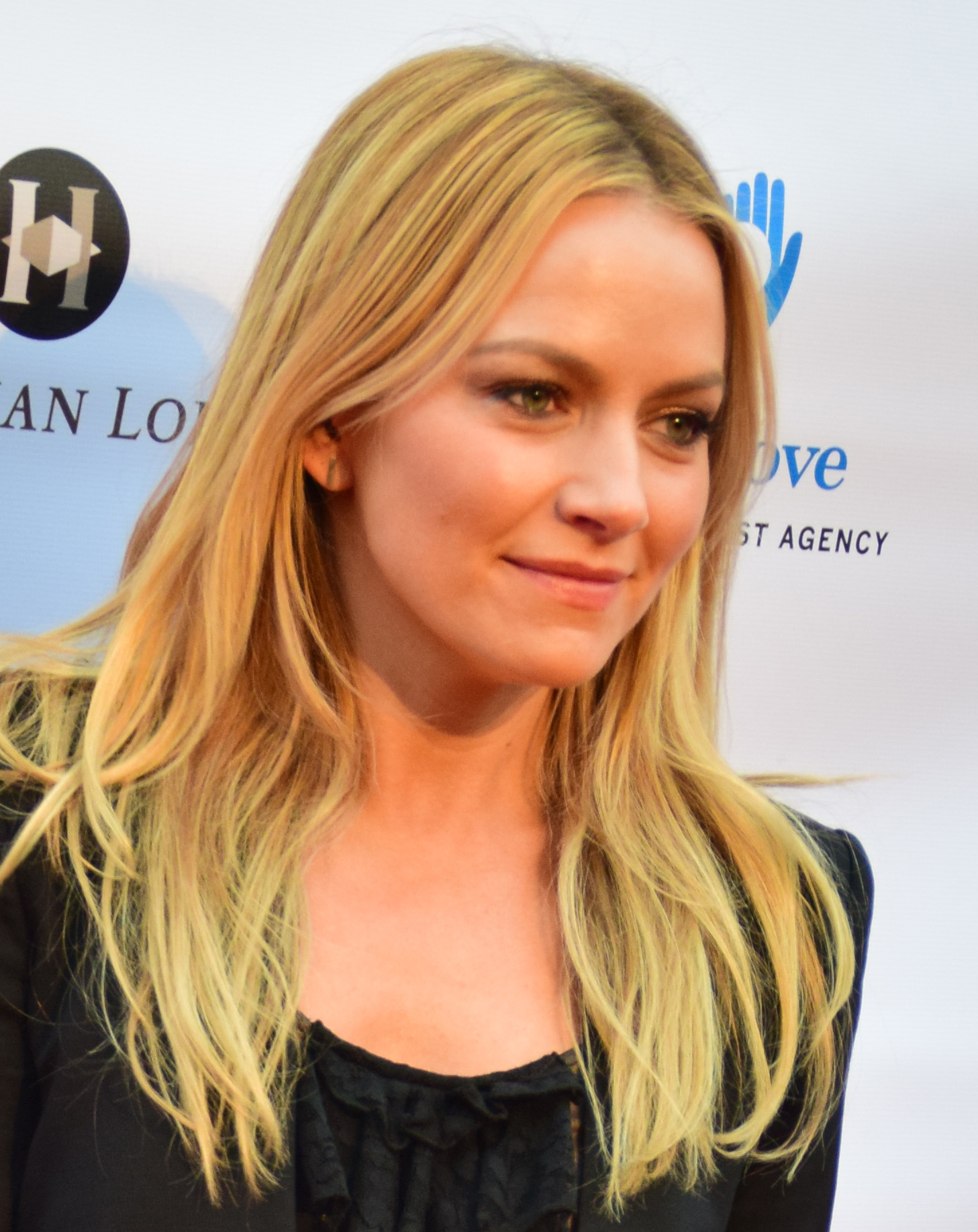
Becki Newton (2015)

Rebecca Sara Newton (* 4. Juli 1978 in New Haven, Connecticut) ist eine US-amerikanische Schauspielerin.

## Leben
Die Schauspielerin wuchs gemeinsam mit ihrem Bruder Matt in Guilford auf, einer Stadt im US-Bundesstaat Connecticut. Noch während ihrer Schulzeit sammelte Newton erste Schauspielerfahrungen in lokalen Theateraufführungen sowie Musicals. Später studierte sie unter anderem in Europa und Südamerika, bevor sie ihr Studium der europäischen Geschichte an der University of Pennsylvania absolvierte.
Anschließend zog es die Schauspielerin nach New York City, wo sie in einigen Fernsehwerbespots mitspielte und Gastgeberin einer Interviewshow names Movie Junky wurde. Gastrollen in Fernsehserien folgten, wie beispielsweise in Charmed – Zauberhafte Hexen und Cold Case – Kein Opfer ist je vergessen, ehe sie 2006 eine tragende Nebenrolle in der Serie Alles Betty! erhielt.

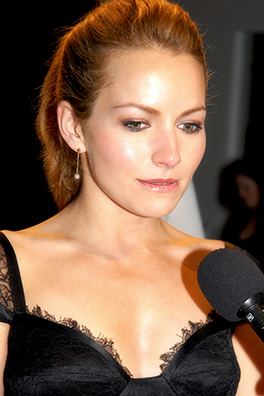
Becki Newton (2007)

In der Sitcom How I Met Your Mother trat sie ab Mitte der 7. Staffel als Nebendarstellerin auf.
2022 ist sie neben Manuel Garcia-Rulfo in der Netflix-Serie The Lincoln Lawyer zu sehen.
Becki Newton ist seit dem 12. Mai 2005 mit dem kanadischen Schauspieler Chris Diamantopoulos verheiratet und wurde im November 2010 Mutter eines Sohnes.

## Filmografie
- 2001: Burly TV (Fernsehserie)
- 2003: Cold Case – Kein Opfer ist je vergessen (Cold Case, Fernsehserie, eine Folge)
- 2003–2004: Springfield Story (Fernsehserie)
- 2004: The Men’s Room (Fernsehserie, zwei Folgen)
- 2004: The Dave Sheridan Show (Fernsehfilm)
- 2004: P.S. – Liebe auf Anfang (P.S.)
- 2004: Law & Order: Special Victims Unit (Fernsehserie, eine Folge)
- 2004: American Dreams (Fernsehserie, drei Folgen)
- 2005: Charmed – Zauberhafte Hexen (Charmed, Fernsehserie, eine Folge)
- 2006–2010: Alles Betty! (Ugly Betty, Fernsehserie, 85 Folgen)
- 2007, 2014: American Dad (American Dad!, Fernsehserie, drei Folgen, Stimme)
- 2007: Der Klang des Herzens (August Rush)
- 2008–2009: Mode After Hours (Fernsehserie, 12 Folgen)
- 2011: Love Bites (Fernsehserie, sechs Folgen)
- 2011: Untitled Jeff and Jackie Filgo Project (Fernsehfilm)
- 2012–2013: How I Met Your Mother (Fernsehserie, 10 Folgen)
- 2013: The Goodwin Games (Fernsehserie, sieben Folgen)
- 2015: Weird Loners (Fernsehserie, sechs Folgen)
- 2016–2019: Divorce
- 2019: Otherhood
- 2018–2019: Tell Me a Story (Fernsehserie, 10 Folgen)
- seit 2022: The Lincoln Lawyer (Fernsehserie, 30 Folgen)